# Willa „Krychów”
Willa „Krychów” – willa w Podkowie Leśnej zbudowana w latach 1930-31 według projektu Lucjusza Jana Szperlinga, dla Tadeusza Baniewicza. Na cześć swojej córki Krystyny, nowo powstała willa nazwana została „Krychów”. Posiadała centralne ogrzewanie, windę towarową łączącą kuchnię z pokojami i oranżerię. Architektura budynku to harmonijne połączenie kubicznej bryły z historyzującymi detalami architektonicznymi, takimi jak narożne boniowania, lizeny i ryzality.
Po powstaniu warszawskim, kiedy spalony został Szpital Wolski, mieścił się w „Krychowie” oddział chirurgiczny. Filia Szpitala Wolskiego funkcjonowała od 16 sierpnia 1944 do marca 1945. Od października 1944 uzyskała status centrali ewakuowanego szpitala. Kierownikiem placówki była dr med. Janina Misiewicz. Liczba personelu wynosiła ok. 30 osób. Wśród nich jako sanitariuszki była Krystyna, córka Tadeusza Baniewicza oraz Irena Lorentz – córka profesora Stanisława Lorentza.
Po zakończeniu wojny do 1950 parter willi zajmowały biura EKD, ponieważ warszawski gmach dyrekcji spłonął w czasie powstania. Przez kolejnych parę lat w willi „Krychów” mieszkał prof. Jerzy Kulczycki z żoną Anną.
Profesor Kazimierz Michałowski ożenił się z córką właściciela willi „Krychów” – Krystyną Baniewicz i dla młodych było to miejsce na sobotnie wyjazdy z Warszawy. W 1971 zamieszkali w Podkowie Leśnej na stałe. W latach 1962–97 mieściła się w willi pracownia dokumentacji Zakładu Archeologii Śródziemnomorskiej PAN.